# Zagrebačkim ulicama
Zagrebačkim ulicama je pjesma Jadranka Črnka iz 1980. godine posvećena Zagrebu i jedna od poznatijih skladbi zabavne glazbe s temom Zagreba.
Nekoliko dana nakon zagrebačkog potresa 2020., na poticaj programskog Odjela Glazbenih sadržaja HTV-a, Ante Gelo pripremio je obradu pjesme koju je zajednički izvelo i snimilo pedesetak glazbenika, glumaca i voditelja: Mladen Bodalec, Drago Diklić, Vojo Šiljak, Mile Kekin, Mario Mirković, Boris Mirković, Janko Popović Volarić, Davor Gobac, Nina Badrić, Mila Elegović, Ivana Plechinger, Bruno, Jan i Vigo Kovačić, Slavica Knežević, Kristijan Beluhan, Jurica Pađen, Edin Breški, Bojana Gregorić Vejzović, Enes Vejzović, Mirko Fodor, Zdenka Kovačiček, Duško Ćurlić, Jadranko Črnko, Rene Bitorajac, Davorin Bogović, Boris Novković, Ivana Husar, Darko Janeš, Robert Mareković, Marko Torjanac, Sanja Doležal, Luka Bulić, Vlado Kalember, Hadži Miran Veljković i Pajo Zlatko Petrović.